# Hans Gruber (Fußballspieler)
Johannes „Hans“ Gruber (* 4. Juni 1905 in Mülheim an der Ruhr; † 8. Oktober 1967 in Duisburg) war ein deutscher Fußballspieler.

## Karriere

### Vereine
Gruber spielte als Mittelläufer im damaligen „Offensiven-System“ im Mittelfeld für die „Rotblusen“ aus dem Duisburger Süden, dem Duisburger SpV. Im Verein des 1. Vorsitzenden Gottfried Hinze (von 1905 bis 1925 auch Präsident des DFB) war Gruber langjähriger Kapitän und eine unverzichtbare Größe. Er gewann mit dem DSV in den Jahren 1924, 1925 und 1927 dreimal die westdeutsche Meisterschaft. Er nahm mit seinem Verein an den Endrundenspielen um die deutsche Fußballmeisterschaft teil. Sein Debüt in der Endrunde gab er am 25. Mai 1924 in Fürth im Spiel gegen den 1. FC Nürnberg an der Seite der Mitspieler Leo Fiederer und August Sackenheim. Der „Club“ setzte sich mit 3:1 Toren durch.
In der Endrunde 1925 setzte er sich mit seiner Mannschaft in den ersten zwei Runden gegen den Berliner FC Alemannia 1890 (2:1) und Altona 93 (2:0) mit Adolf Jäger durch. Im Halbfinale am 24. Mai war vor 35.000 Zuschauern im heimischen Wedaustadion aber wiederum die Hürde des 1. FC Nürnberg bei der 0:3-Niederlage zu hoch. In den Jahren 1926 und 1927 kamen noch weitere Endrundenspiele gegen den Hamburger SV (1:3) und Kickers 1900 Berlin (4:5 n. V.) hinzu. Insgesamt wird Gruber von 1924 bis 1927 in der Statistik mit sechs Endrundeneinsätzen um die deutsche Fußballmeisterschaft geführt.

### Auswahl-/Nationalmannschaft
Als Spieler der Auswahlmannschaft des Westdeutschen Spiel-Verbandes kam er im Wettbewerb um den Bundespokal zum Einsatz. Am 9. Oktober 1927 ragte er im heimischen Duisburg beim 4:3-Sieg über die Auswahlmannschaft des Süddeutschen Fußball-Verbandes heraus sowie im Halbfinale gegen die Auswahlmannschaft des Norddeutschen Fußball-Verbandes. Das erste Spiel gegen den Norden fand am 8. Januar 1928 in Hamburg statt und endete 4:4 nach Verlängerung. Einen Monat später trennte man sich in Duisburg 2:2-Remis, wiederum nach Verlängerung. Das dritte Spiel am 1. April brachte in Altona mit einem 2:1-Heimerfolg nach Verlängerung den Erfolg von Norddeutschland. In allen vier Spielen des Wettbewerbs hatte Gruber die Mittelläuferposition ausgefüllt und wurde von Hermann Flick und Konrad Heidkamp unterstützt.
Vor dem olympischen Fußballturnier 1928 in Amsterdam kam er in zwei Testspielen in der Elf von Reichstrainer Otto Nerz zum Einsatz. Er gehörte neben Heidkamp, Hans Kalb, Ludwig Leinberger, Georg Knöpfle und Ernst Nagelschmitz dem DFB-Aufgebot für das Olympiaturnier an. In den beiden Spielen, die am 28. Mai und 3. Juni gegen die Schweiz mit 4:0 gewonnen und gegen Uruguay mit 1:4 verloren wurden, kam er jedoch nicht zum Einsatz.
Am 1. Juni 1929 debütierte er in der A-Nationalmannschaft, die in Berlin 1:1-Unentschieden gegen die Nationalmannschaft Schottlands spielte. Es waren seine einzigen 90 Minuten als Nationalspieler, da er sich gegen die Konkurrenz, in Person von Kalb und Leinberger, nicht durchzusetzen vermochte.

## Sonstiges
Beruflich fand Gruber als Bankangestellter sein Auskommen und war nach seiner Spielerkarriere auch jahrelang als Spielausschussobmann tätig. Der DSV war einer der Vorgängervereine von Eintracht Duisburg.